# Halosydna parva
Halosydna parva är en ringmaskart som beskrevs av Johan Gustaf Hjalmar Kinberg 1855. Halosydna parva ingår i släktet Halosydna och familjen Polynoidae. Inga underarter finns listade i Catalogue of Life.